# Junkers L5
Le Junkers L 5 est un moteur d'avion six cylindres en ligne de 22,9 l de cylindrée à  refroidissement à eau, fabriqué en série sous licence  BMW IV par les ateliers Junkers de Dessau à partir de 1925. Il fut le successeur du Junkers L 2 de 1924, lui-même une version évoluée du moteur BMW IIIa.

## Historique
Compte tenu d'une demande croissante du marché, le Pr. Hugo Junkers décida de se lancer dans la fabrication de ses propres moteurs d'avion au début des années 1920. Il disposait déjà d'une longue expérience des moteurs de puissance ; La Sté Junkers Motorenbau GmbH (Jumo) fut ainsi fondée en 1923. Jusqu'alors, tous les avions de Junkers Flugzeugwerke AG étaient équipés de moteurs BMW, DMG, Siemens & Halske ou Armstrong-Siddeley.

## Construction
Le Junkers L 5 est un moteur V6 à cylindres en ligne refroidi à l'eau. Le carter en alliage d'aluminium est divisé horizontalement. Le vilebrequin en fonte est guidé par sept paliers lisses. Les cylindres en fonte sont fixés individuellement dans le carter et sont munis de tuyères soudées pour le refroidissement. Les pistons possèdent trois segments chacun. L'arbre à cames en tête et les soupapes sont actionnés par des culbuteurs. 
Le mélange est injecté dans un seul carburateur, et l'allumage est lancé par deux magnétos Bosch par cylindre (la séquence d'allumage est: 1–5–3–6–2–4). La lubrification est assurée par une pompe à huile aspirante-foulante. Une autre pompe fait circuler le liquide de refroidissement.

## Utilisation
Le Junkers L 5 a équipé toute une série d'avions, notamment des prototypes et des avions destinés à des records.

### Appareils Junkers équipés

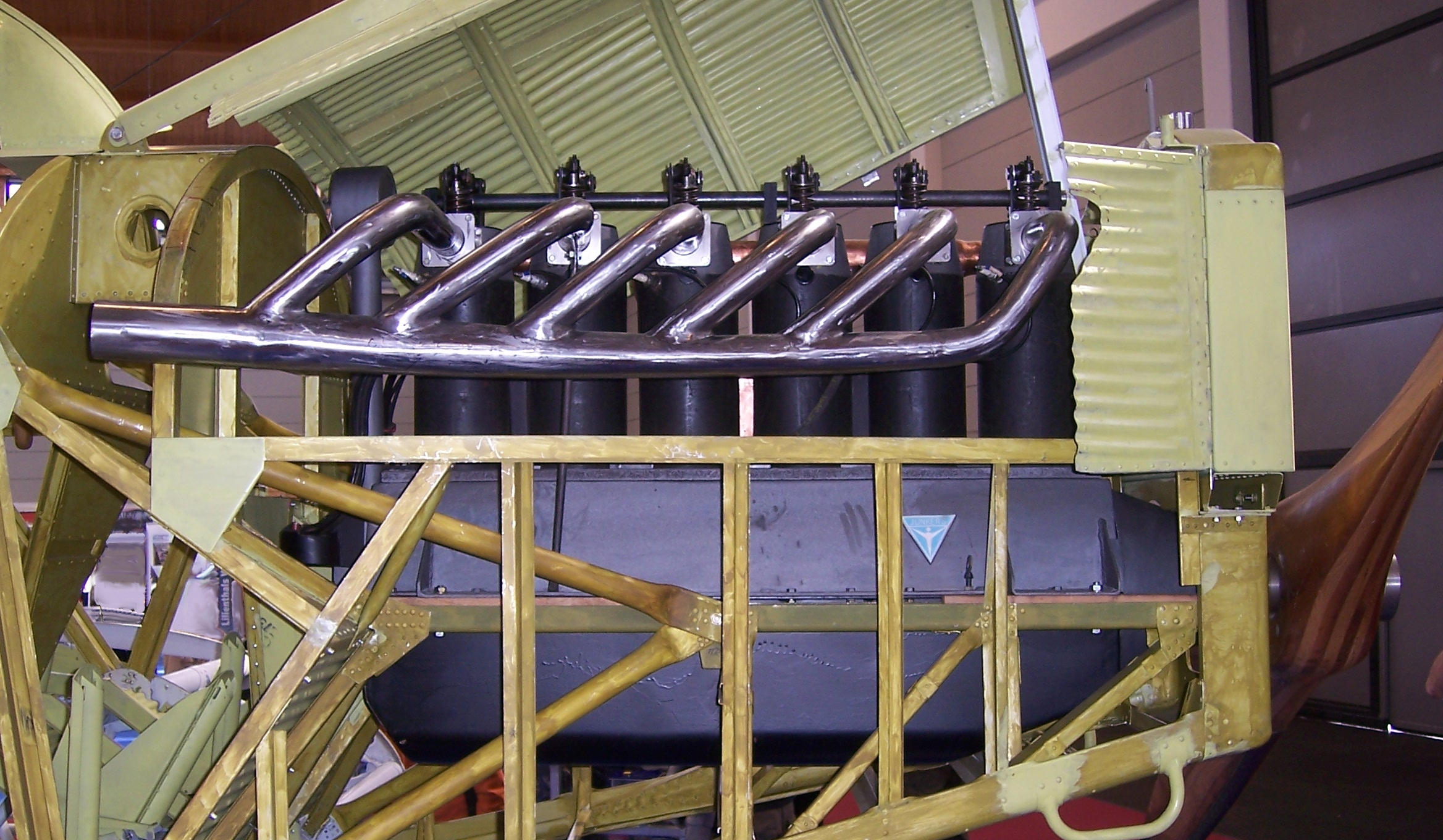
Reconstitution d'un Junkers F 13 à moteur L-5.

- Junkers F 13
- Junkers A 20
- Junkers A 35
- Junkers G 23
- Junkers G 24
- Junkers K 30
- Junkers G 31
- Junkers W 33

### Autres appareils équipés du Junkers L5

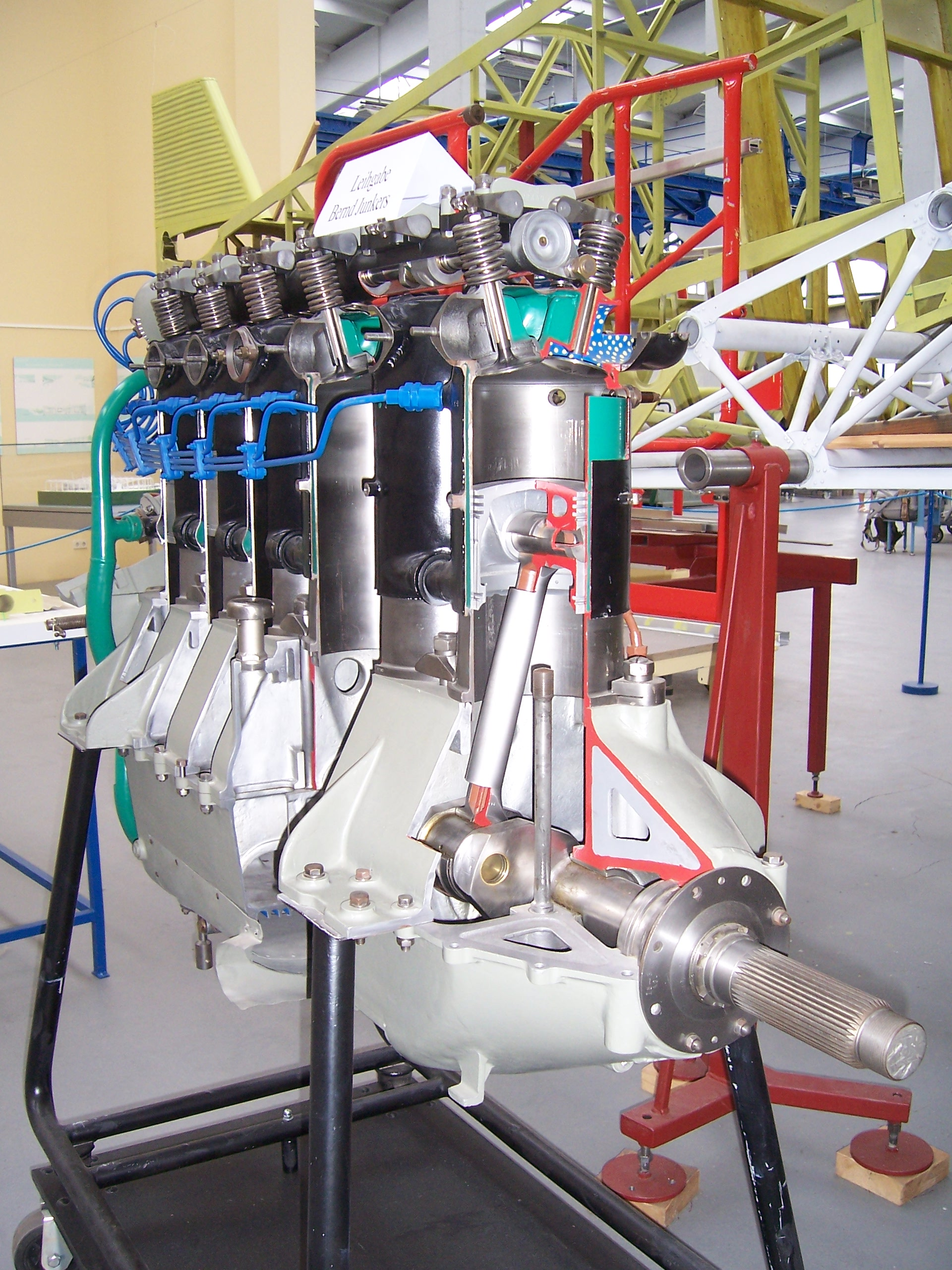
Junkers L5 exposé au musée des techniques Hugo Junkers de Dessau-Roßlau.

- Albatros L 73
- Albatros L 75
- Caspar C 32
- Focke-Wulf A 32
- Heinkel He 42
- Heinkel HD 24
- Heinkel He 50
- Messerschmitt M24
- Rohrbach Ro VIII

## Versions
- L 5
- L 5G - un L 5 poussé, muni d'un amortisseur hydraulique
- L5 Ga
- L5 Z

## Voir également
- (en) Site officiel d'Hugo Junkers : Junkers L 5, consulté le 11 novembre 2011
- Liste des moteurs d'avions